# 維諾格拉迪峰

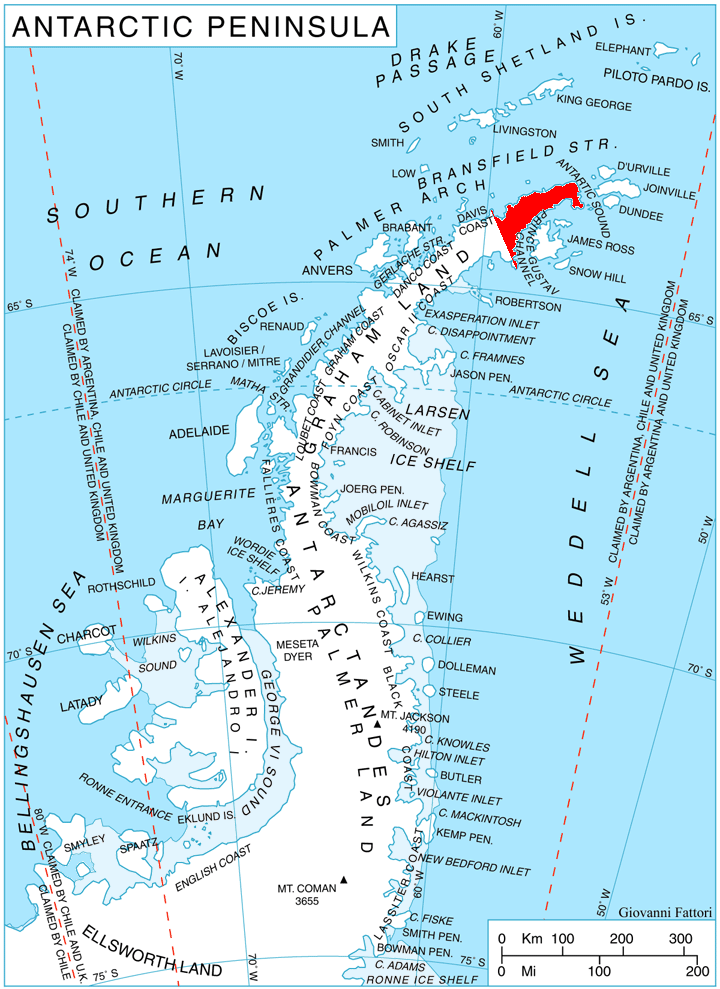

維諾格拉迪峰（英語：Vinogradi Peak）是南極洲的山峰，位於帕默群島的特里尼蒂半島，處於古爾古利亞特峰以南1公里、里斯山西南面3.65公里和布拉德利山以北5.2公里的孔多弗里高地，海拔高度1,043米，以保加利亞西南部鄉鎮命名，現時由南極條約體系管理。